# Yamagata Aritomo
El príncipe Yamagata Aritomo (山縣 有朋?  Hagi, 14 de junio de 1838-Odawara, 1 de febrero de 1922) fue un mariscal de campo del Ejército Imperial Japonés y dos veces primer ministro de Japón (3.º y 9.º). Es considerado uno de los arquitectos de las fundaciones políticas y militares de Japón en la Era Meiji.

## Primeros años
Yamagata nació en una familia samurái de baja categoría en la ciudad de Hagi, capital del dominio feudal de Chōshū (actual prefectura de Yamaguchi). Asistió al Shokasonjuku, una escuela privada administrada por Yoshida Shōin, y en donde fortaleció su fanatismo por el movimiento de derrocamiento del Shogunato Tokugawa. Fue un comandante del  Kiheitai, una organización paramilitar creada con un estilo parcialmente occidental que existió en Chōshū y que durante la Guerra Boshin fue asignado oficial del estado mayor.
Con la llegada de la Restauración Meiji, fue elegido junto con Saigō Tsugumichi para visitar Europa en 1869 bajo las órdenes del gobierno para investigar los sistemas militares europeos. Yamagata fue influenciado fuertemente con las ideas políticas y militares de Prusia, que favorecieron con la expansión militar y el gobierno autoritario en Japón. Se convirtió en Ministro de Guerra en 1873 y modernizó de manera enérgica el Ejército Imperial Japonés, según el modelo del ejército prusiano y estableció el sistema de conscripción.

## Carrera militar
Como ministro de Guerra, estableció el Consejo Supremo de Guerra, y fue la fuente principal del poder político de Yamagata y de los oficiales militares hasta el fin de la Segunda Guerra Mundial. Fue comandante del Consejo entre 1874 y 1876, entre 1878 y 1882, y finalmente entre 1884 y 1885.
Fue el jefe del nuevo Ejército Imperial Japonés que se enfrentó a la Rebelión de Satsuma, dirigido por Saigō Takamori en 1877.
Le escribió al emperador Meiji el Rescripto Imperial a Soldados y Marineros en 1882. Este documento fue considerado la base moral del Ejército y Marina japoneses hasta su fin en 1945.
Demostró su liderazgo militar como ministro de Guerra en funciones y comandante general durante la primera guerra sino-japonesa (1894-1895) y comandante supremo del Primer Ejército en la guerra ruso-japonesa (1904-1905) como oficial en jefe de la Oficina del Estado Mayor en Tokio.
Es considerado el precursor ideológico militar y político del Hokushin-ron y trazó las primeras líneas de una estrategia defensiva nacional contra Rusia después de la guerra ruso-japonesa.

## Carrera política
También obtuvo numerosos puestos gubernamentales importantes. En 1882, fue presidente de la Junta de Legislación (Sanjiin) y como ministro del Interior (1883-1887) trabajó vigorosamente para suprimir los partidos políticos y reprimió los movimientos obreros y agrarios. Organizó un sistema de administración local basado en una estructura de prefectura-condado-ciudad, similar al que se usa en la actualidad. En 1883 fue nombrado canciller, el puesto burocrático de mayor rango en el sistema gubernamental antes de la promulgación de la Constitución Meiji en 1889.
Fue primer primer ministro de Japón desde la apertura de la Dieta Imperial bajo la Constitución Meiji, desde el 24 de diciembre de 1889 hasta el 6 de mayo de 1891. Durante este primer mandato, se promulgó el Rescripto Imperial sobre la Educación.
Yamagata volvió a ejercer la Presidencia del Gobierno desde el 8 de noviembre de 1898 hasta el 19 de octubre de 1900. En 1900, aún como primer ministro, desempeñó también los cargos de ministro de Guerra y de Marina, con que lo que aseguró el dominio militar sobre cualquier gabinete futuro. Promulgó leyes que prohibían a los miembros de partidos políticos ocupar puestos claves en el Gobierno.
En 1891 recibió el título honorífico de genrō y fue presidente del Consejo Privado desde 1893 a 1894 y de 1905 hasta 1922. En 1896 encabezó una misión diplomática a Moscú, donde se estableció el Acuerdo Yamagata-Lobanov que confirmaba los derechos rusos y japoneses sobre Corea. También fue elevado a la nobleza (kazoku) recibiendo el título de kōshaku (príncipe) en 1907.
Desde 1900 hasta 1909, se opuso a Itō Hirobumi, dirigente del partido civil, y ejerció una influencia a través de su protegido Katsura Tarō. Con la muerte de Itō en 1909, Yamagata se convirtió en el político más poderoso en Japón y siguió siéndolo hasta su muerte en 1922, pese a que se retiró de la política activa después de la guerra ruso-japonesa. Sin embargo, en calidad de presidente del Consejo Privado, Yamagata mantuvo el poder entre bambalinas y dictó la selección de los primeros ministros hasta su muerte.

## Reconocimiento
Fue conocido por ser un diseñador de jardines, y hoy día sus jardines son considerados obras maestras de los de estilo japonés. Uno de estos jardines se encuentra en la villa Murin-an de Kioto.
En 1906, recibió la Orden del Mérito por el rey Eduardo VII de Inglaterra. Entre las condecoraciones japonesas que recibió se cuentan la Orden del Milano Dorado (1.ª clase), la Orden del Sol Naciente (1.ª clase con Paulonia Floreciente, Gran Cordón) y la Orden del Crisantemo.